# Kino „Sokolnia” w Słupcy
Kino „Sokolnia” w Słupcy – kino cyfrowe, działające w ramach Miejskiego Domu Kultury przy ulicy Traugutta. Funkcjonuje w budynku dawnej Sokolni, wzniesionym w 1932 roku przez Towarzystwo Gimnastyczne „Sokół”, wyposażonego początkowo w dużą salę gimnastyczną. Podczas okupacji, w 1941 roku, Niemcy uruchomili w nim kino. Po wojnie, w roku 1955 budynek został wyremontowany, wyposażony w toalety, centralne ogrzewanie, nowe fotele, a w 1965 ekran panoramiczny. Dodatkowo, w latach sześćdziesiątych przy kinie działało kino objazdowe. W roku 1989 przeniesiono do budynku kina MDK w Słupcy i formalnie połączono obie instytucje. W latach dziewięćdziesiątych w kinie odbywał się festiwal Prowincjonalia (przeniesiony później do Wrześni) oraz Europrowincjonalia.  W latach 1955–2006 kino działało pod nazwą „Grażyna”, nazwę zmieniono na „Sokolnia” po generalnym remoncie w latach 2007-2009, przy okazji którego rozbudowano budynek. Otwarcie zmodernizowanego kina nastąpiło 1 lutego 2009 roku. W listopadzie 2011 roku kino przeszło proces cyfryzacji, polegający na zainstalowaniu cyfrowego projektora Sony SRX-R320 o rozdzielczości 4096×2160 pikseli z możliwością projekcji  trójwymiarowej.